# Dongguang
Dongguang, även romaniserat Tungkwang, är ett härad som lyder under Cangzhou i Hebei-provinsen i norra Kina.